# Shu'ubiyya

La shu'ubiyya (arabe : الشعوبية) désigne un mouvement de résistance à la domination des Arabes dans le monde musulman en particulier en Iran et en Al-Andalous pendant la période abbasside. 
Ce verset du Coran utilise deux mots peuples (Shu`ûb) et tribus (Qabâ'il) 
« Ô hommes Nous vous avons créés d'un mâle et d'une femelle. Nous vous avons partagés en peuples et en tribus afin que vous vous connaissiez entre vous. Le plus noble devant Dieu est le plus pieux. Dieu est omniscient et instruit de tout. »
Le mot tribus est compris comme désignant les tribus arabes, tandis que le mot peuples désigne les populations non arabes, appelées aussi `ajamî (عجم). Cette distinction est à l'origine du mot shu`ûbiya comme mouvement des peuples contre la domination arabe. 
C'est en Iran que ce mouvement est le plus prononcé. Il prend la forme d'une résistance à l'arabisation de la culture. Parfois à tort, ce mouvement est ressenti comme anti-musulman, ou pour le moins un danger pour l'islamisation.

## En Al-Andalous
Ce mouvement avait atteint les berbères pendant la conquête puis il a été repris par les populations locales : Galiciens, Wisigoths et Francs. Au XIe siècle, un exemple de la littérature shu`ûbî est la lettre (Risâla) d'Ibn Garcia (Ibn Gharsiya). Cette lettre, écrite entre 1051 et 1076, tente de démonter la supériorité des nouveaux convertis sur les arabes.

## Néo-Shu`ubiya
En 1966, Sami Hanna et G.H. Gardner écrivaient un article intitulé "Shu‘ubiyah Updated" dans le Middle East Journal. L'universitaire néerlandais Leonard C. Biegel, dans son ouvrage publié en 1972 Minorités au Moyen-Orient: leur signification en tant que facteur politique dans le Monde arabe, a forgé à partir de l'article de Hanna et Gardner le concept de Néo-shu'ubiyya pour désigner les tentatives modernes de nationalismes alternatifs au panarabisme: assyrianisme, kurdisme, pharaonisme (en) (nationalisme égyptien exaltant les racines non-arabes de ce pays), phénicianisme, nationalisme grand-syrien. Dans un article de 1984, Daniel Dishon et Bruce Maddi-Weitzmann utilisent le même néologisme, Néo-Shu'ubiyya., et en 2002 Ariel I. Ahram souligne une signification moderne semblable du terme shu'ubiya à l'encontre des musulmans chiites irakiens, et plus généralement de l'islam chiite.